# Camplong-d’Aude
Camplong-d’Aude – miejscowość i gmina we Francji, w regionie Oksytania, w departamencie Aude. Przez miejscowość przepływa rzeka Orbieu.
Według danych na rok 1990 gminę zamieszkiwało 250 osób, a gęstość zaludnienia wynosiła 20 osób/km² (wśród 1545 gmin Langwedocji-Roussillon Camplong-d’Aude plasuje się na 666. miejscu pod względem liczby ludności, natomiast pod względem powierzchni na miejscu 631.).